# Klaudiusz Karowiec
Klaudiusz Benedykt Karowiec (ur. 20 marca 1893 we Lwowie, zm. 21 grudnia 1961 w Zabrzu) – polski chirurg.

## Życiorys
Studiował na Wydziale Lekarskim na Uniwersytecie Lwowskim pod kierunkiem prof. Hilarego Schramma, dyplom uzyskał 21 grudnia 1918. W latach 1923–1945 pracował w szpitalu powszechnym w Stryju, gdzie pełnił funkcję ordynatora oddziału chirurgii, a następnie dyrektora szpitala. Doprowadził do rozbudowy placówki.
Po wkroczeniu Armii Czerwonej został zdegradowany, w 1945 podczas wysiedlania Polaków z województwa lwowskiego wyjechał do Zabrza, gdzie został ordynatorem szpitala. Od 1947 adiunkt Śląskiej Akademii Medycznej, współorganizator I Kliniki Chirurgii.
Był mężem Wandy z Wallishów.

## Ordery i odznaczenia
- Złoty Krzyż Zasługi (dwukrotnie: 13 lipca 1939[4], 1 maja 1952[5])